# Scopula humilis
Scopula humilis là một loài bướm đêm trong họ Geometridae.